# Sveta Ana
Sveta Ana, mati Device Marije ter Jezusova stara mati  , * 1. stoletje pred Kristusom Seforis, † 1. stoletje v Nazaretu, (danes Izrael). Njen god je 26. julija.

## Življenje

### Rojstni kraj svete Ane
Sveta Ana, mati Device Marije ter Jezusova stara mati, se je po enem izročilu rodila v kraju Seforis (Sepphoris), ali Cipori (Tzippori hebrejsko צִפּוֹרִי, ציפורי). Kraj je znan tudi kot Dioceserea in Saffuriya (arabsko صفورية, tudi Suffurriye), pa tudi kot Autocratoris, Eirenopolis Neronias, Le Sephorie, Saffouriya, Safuriyah, Safuriyye, Seffarieh, Sippori ali Zippori. Zgodovinar Jožef Flavij ga imenuje okras Galileje in je bilo pokrajinsko središče Galileje. Herod Antipa si ga je izbral leta 4 pr. n. št. za glavno mesto svojega vladanja.
Mesto z bogatimi arheološkimi najdbami iz tega časa leži v osrednji Galileji, 6  km severno-zahodno od Nazareta (danes Izrael). To pomeni, da je to središče po vsej verjetnosti obiskal tudi deček in mladenič Jezus. Za Tiberijo je bil takrat Seforis drugo galilejsko mesto po velikosti.   
Po drugem izročilu se je Ana rodila v Betlehemu, kjer sta živela njena starša.
Po tretjem izročilu pa se je sveta Ana rodila v Jeruzalemu, blizu kopeli Betesda, ki je omenjena v svetem pismu nove zaveze: „V Jeruzalemu je pri Ovčjih vratih kopel, ki se po hebrejsko imenuje Betesda in ima pet pokritih stebrišč.”

### Joahimova in Elkanova Ana
Sveta Ana (hebrejsko Hannah – milost), mati Device Marije, v svetem pismu ni omenjena. Je pa omenjena v svetem pismu neka druga Ana, Samuelova mati, ki tudi ni mogla imeti otrok z Elkanom. Zgodbi sta si dokaj podobni tudi v zvezi z nerazumevajočima židovskima duhovnikoma. Elkanovo ženo je sumil pijanosti duhovnik Heli, ki pa je Ano pozneje potolažil (1 Sam 1,1-27;2,1-11). Daritev Ane in Joakima pa je nerazumno zavrnil židovski duhovnik Izahar in jima s tem zagrenil prihodnost. 
Viri za Anino življenje so apokrifni spisi: Evangelij o Marijinem rojstvu, Psevdo-Matejev evangelij in Jakobov protoevangelij.

## Legenda o treh Marijah
Starša svete Ane sta bila Stolan in Emerencija; živela sta v Betlehemu. Ana se je poročila z bogatim Joahimom iz Nazareta; oba sta bila iz Judovega rodu in Davidove rodovine. Še po dvajsetih letih skupnega življenja nista dobila otrok. Premoženje sta razdelila na tri dele: enega sta darovala templju in judovskim duhovnikom, drugega sta dala za reveže, tretjega pa sta zadržala zase.  
Ko sta nekoč šla v Jeruzalem na praznik posvetitve templja, je hotel prinesti daritev tudi Joahim; židovski duhovnik Izahar pa je dar zavrnil, češ da ga Bog ne sprejema iz grešnih rok. Dokaz za to naj bi bila njuna nerodovitnost. Od žalosti in sramote je Joakim odšel iz mesta v gozd med pastirje. Njemu in tudi ženi se je prikazal angel, ki jima je naznanil Marijino rojstvo. 
Ana je rodila Marijo šele po dvajsetih letih zakona; po Joahimovi smrti se je poročila s Kleofom in rodila hčerko, ki sta ji zopet nadela ime Marija. Po njegovi smrti se je poročila še tretjič s Salomonom in tudi ta otrok je dobil ime Marija. Iz teh zakonov so torej Jezusovi sorodniki, ki jih sveto pismo imenuje Jezusove brate.

### Smrt in češčenje
Legenda pove, da je Ana še videla malega Jezusa, ko se je s starši vrnil iz Egipta po smrti kralja Heroda. Njeno dušo so angeli odnesli v Abrahamovo naročje; v nebesa jo je z drugimi dušami vred ponesel Jezus ob svojem vnebohodu. 
Sveto Ano so častili na Vzhodu že v prvih časih krščanstva. Njej na čast je zgradil veličastno cerkev v Carigradu cesar Justinijan I. leta 550. 
Anino češčenje je doseglo na Zahodu v Evropi svoj višek v poznem srednjem veku. Leta 1378 je papež Urban VI. odobril praznik svete Ane na Angleškem; 1481 pa je papež Sikst IV. vključil Marijin spominski dan tudi v rimski koledar. Leta 1584 pa ga je papež Gregor XIII. določil za cerkveni praznik.

## Zavetnica
Sveta Ana je zavetnica (patrona) proti revščini, pa tudi proti nevihti. Ravno okrog Aninega praznika - 26.julija - so velike vročine in je mnogo neviht. Skupaj z možem Joakimom pa je zavetnica zakoncev. Priporočajo se ji tudi razni obrtniki, zlasti pa rudarji. 

## Galerija slik
- Oznanjenje sveti Ani, Padova, Cappella degli Scrovegni
- Srečanje Ane in Joahima pri zlatih vratih v Jeruzalemu, Padova, Cappella degli Scrovegni
- Rojstvo Device Marije, Padova, Cappella degli Scrovegni
- Maestro di Moulins, Srečanje Ane in Joahima, London, Narodna galerija.
- Masaccio, Sveta Ana Babica, Firenze, Galleria degli Uffizi.
- Koptska uprizoritev svete Ane, 8. stoletje
- Ana nosi Marijo in Jezusa, Nemčija, 15. stoletje
- Legenda o sveti Ani, Karmeličanski samostan v Frankfurtu, 15. stoletje
- Marijino darovanje v templju v Jeruzalemu
- Reljef Anine glave, Düren, Nemčija, 16. stoletje